# Karol Robak
Karol Robak (ur. 24 sierpnia 1997 w Poznaniu) – polski taekwondzista. Medalista igrzysk europejskich, mistrzostw Europy w kategoriach olimpijskich, mistrzostw świata i Europy młodzieżowców oraz mistrzostw Europy kadetów.
Robak na arenie międzynarodowej zadebiutował w 2011 roku. W tym samym roku zdobył srebrny medal Mistrzostw Europy Kadetów w Taekwondo 2011 w kategorii wagowej 53 kg. Rok później w Szarm el-Szejk zajął trzecią pozycję w Mistrzostwach Świata Młodzieżowców w Taekwondo 2012 w kategorii 55 kg.
W 2015 roku zdobył brązowy medal rozgrywanych po raz pierwszy w historii mistrzostw Europy seniorów w kategoriach olimpijskich (w kategorii wagowej do 68 kg). W tym samym roku po raz pierwszy w karierze wziął udział w seniorskich mistrzostwach świata, gdzie w kategorii do 68 kg odpadł w 1/8 finału po porażce z późniejszym brązowym medalistą tej imprezy, Hiszpanem José Antonio Rosillo. W 2015 roku zdobył także srebrny medal igrzysk europejskich w kategorii do 68 kg, pokonując m.in. Serveta Tazegüla. W tym samym roku w tejże kategorii wiekowej został także wicemistrzem Europy młodzieżowców (do lat 21).
W 2016 roku zwyciężył w kategorii do 68 kg w turnieju kwalifikacyjnym do Letnich Igrzysk Olimpijskich 2016, tym samym wywalczając awans na igrzyska.